# Латроб-Сити
Латроб-Сити (англ. Latrobe City) — город в Виктории, Австралия. Город был признан, как центр электроэнергетики Виктории.
Городом управляет городской совет Латроба, местное правительство и административный центр.
Город назван в честь реки Латроб и долины Латроб, которые пролегают на севере LGA[уточнить].